# Universität Thessalien
Die Universität Thessalien (griechisch Πανεπιστήμιο Θεσσαλίας) ist eine staatliche Universität in Thessalien (Griechenland) mit Standorten in den Orten Larisa, Volos, Karditsa und Trikala. Die Universität ist Mitglied im Netzwerk der Balkan-Universitäten. Der Hauptcampus befindet sich in Volos.
Die Universität wurde 1984 gegründet und gliederte sich damals in fünf Fakultäten. Heute sind es sieben Fakultäten; derzeitiger Rektor der Universität ist Professor Konstantinos Bagiatis.
Das Logo bildet den Kentaur Cheiron ab, der aus den Bergen des Pilio stammte.